# Compétition féminine du pentathlon moderne aux Jeux olympiques d'été de 2012
Navigation
Pékin 2008 Rio de Janeiro 2016
L'épreuve féminine du pentathlon moderne des Jeux olympiques d'été de 2012 se déroule le 12 août au Copper Box (pour l'escrime), à l'Aquatics Centre (pour la natation) et au Greenwich Park (pour l'équitation et l'épreuve combinée).

## Médaillés
| Or                 | Argent          | Bronze       |
| Laura Asadauskaitė | Samantha Murray | Yane Marques |

## Format de la compétition
- Escrime : La discipline d'escrime utilise l'épée. La compétition est une épreuve où toutes les participantes se rencontrent. Chaque assaut dure une minute, avec la première touche gagnante. Si au bout de la minute il n'y a pas de touche, il y a double défaite. Un bon niveau d'escrime international se situe entre 950 et 1 000 points. Après un pourcentage, un score de 70 % vaut 1 000 points, chaque pour cent en plus vaut +12 points et -12 points par pour cent en moins de 70 (par rapport à 1 000.)
- Natation : L'épreuve de natation est un 200 mètres nage libre. Les concurrentes sont classées selon leur meilleur temps sur la distance. Un bon niveau international féminin correspond à une fourchette de 2 min 10 s à 2 min 15 s.
- Équitation : La discipline d'équitation consiste en un saut d'obstacles sur une course de 350 à 450 mètres avec 12 à 15 obstacles. Les concurrentes sont associées par tirage au sort à un cheval 20 minutes avant le début de l'épreuve. Chaque cheval fait au minimum deux fois le tour et au maximum 3 en un temps limité. Il y a également un ou deux chevaux de réserve si un cheval se blesse ou s'il a fait un parcours trop catastrophique le premier tour. Le score est basé sur les pénalités pour barres tombées, refus ou temps limite dépassé.
- Combiné course/tir : il s'agit de la modification la plus récente du règlement du pentathlon moderne, afin de le rendre plus spectaculaire : le tir et la course à pied, auparavant disputés en deux épreuves distinctes, se trouvent maintenant mêlés en un combiné, qui n'est pas sans rappeler le biathlon à ski, dont il s'inspire. L'épreuve de combiné consiste en un cross-country de 3 000 mètres ponctué de 3 arrêts à un stand de tir où les concurrentes utilisent un pistolet à tir laser et visent une cible située à 10 mètres. Le premier tir a lieu au départ, le second à 1 000 mètres de course, le dernier à 2 000 mètres. À chaque fois, la pentathlète doit toucher 5 cibles le plus rapidement possible, en un temps maximum de 1 min 10 s. Les concurrentes sont classées selon leurs scores dans les trois premières disciplines et partent avec des temps différents, la leader partant la première. 4 points correspondent à 1 seconde d'écart. La première personne à franchir la ligne d'arrivée est la gagnante du pentathlon.

## Calendrier
Toutes les heures sont en British Summer Time (UTC+1).
| Date                  | Temps   | Tour                                |
| --------------------- | ------- | ----------------------------------- |
| Dimanche 12 août 2012 | 08 h 45 | Escrime Natation Équitation Combiné |

## Résultats
| Rang                                | Athlète                 | Pays               | Escrime Victoires (pts) | Natation Temps (pts) | Équitation Temps (pts) | Combiné Temps (pts)   | Total |
| ----------------------------------- | ----------------------- | ------------------ | ----------------------- | -------------------- | ---------------------- | --------------------- | ----- |
| Médaille d'or, Jeux olympiques      | Laura Asadauskaitė      | Lituanie           | 23 (952)                | 2 min 18 s 67 (1136) | 72 s 26 (1180)         | 49 s 64 (2140)        | 5408  |
| Médaille d'argent, Jeux olympiques  | Samantha Murray         | Grande-Bretagne    | 18 (832)                | 2 min 08 s 20 (1264) | 80 s 27 (1140)         | 54 s 59 (2120)        | 5356  |
| Médaille de bronze, Jeux olympiques | Yane Marques            | Brésil             | 21 (904)                | 2 min 12 s 39 (1212) | 77 s 71 (1152)         | +1 min 06 s 08 (2072) | 5340  |
| 4                                   | Margaux Isaksen         | États-Unis         | 22 (928)                | 2 min 18 s 53 (1140) | 61 s 56 (1120)         | 48 s 51 (2144)        | 5332  |
| 5                                   | Chen Qian               | Chine              | 21 (904)                | 2 min 17 s 77 (1148) | 85 s 30 (1120)         | 46 s 20 (2152)        | 5324  |
| 6                                   | Anastasiya Prokopenko   | Biélorussie        | 15 (760)                | 2 min 32 s 87 (1020) | 73 s 16 (1140)         | 11 min 06 s 00 (2336) | 5256  |
| 7                                   | Chloe Esposito          | Australie          | 14 (736)                | 2 min 12 s 28 (1216) | 76 s 74 (1156)         | 49 s 40 (2140)        | 5248  |
| 8                                   | Jeļena Rubļevska        | Lettonie           | 25 (1000)               | 2 min 26 s 93 (1040) | 81 s 41 (1136)         | +1 min 11 s 22 (2052) | 5228  |
| 9                                   | Natalya Coyle           | Irlande            | 19 (856)                | 2 min 19 s 17 (1132) | 72 s 20 (1160)         | +1 min 06 s 45 (2072) | 5220  |
| 10                                  | Iryna Khokhlova         | Ukraine            | 18 (832)                | 2 min 16 s 22 (1168) | 72 s 90 (1200)         | +1 min 26 s 44 (1992) | 5192  |
| 11                                  | Melanie McCann          | Canada             | 19 (856)                | 2 min 21 s 56 (1104) | 72 s 20 (1180)         | +1 min 14 s 23 (2040) | 5180  |
| 12                                  | Gintarė Venčkauskaitė   | Lituanie           | 10 (640)                | 2 min 16 s 88 (1160) | 69 s 57 (1160)         | 30 s 63 (2216)        | 5176  |
| 13                                  | Sylwia Gawlikowska      | Pologne            | 17 (808)                | 2 min 17 s 35 (1152) | 78 s 78 (1148)         | +1 min 09 s 27 (2060) | 5168  |
| 14                                  | Miao Yihua              | Chine              | 20 (880)                | 2 min 19 s 31 (1132) | 81 s 87 (1136)         | +1 min 20 s 31 (2016) | 5164  |
| 15                                  | Lena Schöneborn         | Allemagne          | 19 (856)                | 2 min 19 s 76 (1124) | 92 s 43 (1052)         | 52 s 18 (2128)        | 5160  |
| 16                                  | Aya Medany              | Égypte             | 20 (880)                | 2 min 18 s 70 (1136) | 79 s 27 (1124)         | +1 min 25 s 92 (1996) | 5136  |
| 17                                  | Ekaterina Khuraskina    | Russie             | 18 (832)                | 2 min 29 s 07 (1012) | 68 s 81 (1160)         | 53 s 04 (2124)        | 5128  |
| 18                                  | Amélie Cazé             | France             | 19 (856)                | 2 min 11 s 33 (1224) | 74 s 59 (1180)         | +2 min 02 s 71 (1848) | 5108  |
| 19                                  | Katarzyna Wójcik        | Pologne            | 16 (784)                | 2 min 20 s 94 (1112) | 62 s 74 (1140)         | +1 min 11 s 69 (2052) | 5088  |
| 20                                  | Adrienn Tóth            | Hongrie            | 24 (976)                | 2 min 17 s 32 (1156) | 72 s 35 (1100)         | +2 min 01 s 33 (1852) | 5084  |
| 21                                  | Mhairi Spence           | Grande-Bretagne    | 19 (856)                | 2 min 16 s 51 (1164) | 81 s 85 (1096)         | +1 min 40 s 23 (1936) | 5052  |
| 22                                  | Natalie Dianová         | République tchèque | 17 (808)                | 2 min 13 s 78 (1196) | 86 s 79 (1056)         | +1 min 27 s 61 (1988) | 5048  |
| 23                                  | Victoria Tereshuk       | Ukraine            | 14 (736)                | 2 min 16 s 07 (1168) | 88 s 64 (1068)         | +1 min 18 s 64 (2024) | 4996  |
| 24                                  | Yang Soo-Jin            | Corée du Sud       | 14 (736)                | 2 min 17 s 93 (1148) | 65 s 98 (1120)         | +1 min 34 s 71 (1960) | 4964  |
| 25                                  | Claudia Cesarini        | Italie             | 15 (760)                | 2 min 22 s 77 (1088) | 89 s 15 (1044)         | +1 min 19 s 66 (2020) | 4912  |
| 26                                  | Annika Schleu           | Allemagne          | 12 (688)                | 2 min 20 s 01 (1120) | 74 s 16 (1140)         | +1 min 40 s 04 (1936) | 4884  |
| 27                                  | Sabrina Crognale        | Italie             | 20 (880)                | 2 min 24 s 24 (1072) | 78 s 56 (1128)         | +2 min 21 s 22 (1772) | 4852  |
| 28                                  | Suzanne Stettinius      | États-Unis         | 11 (664)                | 2 min 22 s 29 (1096) | 71 s 40 (1120)         | +1 min 36 s 84 (1952) | 4832  |
| 29                                  | Donna Vakalis           | Canada             | 17 (808)                | 2 min 22 s 19 (1096) | 04 s 64 (844)          | +1 min 04 s 03 (2080) | 4828  |
| 30                                  | Shino Yamanaka          | Japon              | 07 (568)                | 2 min 30 s 36 (996)  | 76 s 02 (1136)         | 52 s 56 (2128)        | 4828  |
| 31                                  | Élodie Clouvel          | France             | 15 (760)                | 2 min 09 s 87 (1244) | 90 s 63 (1060)         | +2 min 38 s 50 (1704) | 4768  |
| 32                                  | Hanna Vasilionak        | Biélorussie        | 16 (784)                | 2 min 32 s 87 (968)  | 01 s 92 (1016)         | +1 min 43 s 61 (1924) | 4692  |
| 33                                  | Sarolta Kovács          | Hongrie            | 11 (664)                | 2 min 08 s 11 (1264) | DNF (420)              | +1 min 37 s 69 (1948) | 4396  |
| 34                                  | Narumi Kurosu           | Japon              | 08 (592)                | 2 min 22 s 39 (1092) | 44 s 18 (704)          | +2 min 46 s 94 (1672) | 4060  |
| 35                                  | Evdokia Gretchichnikova | Russie             | 22 (928)                | 2 min 26 s 75 (1040) | DNF (0)                | +1 min 53 s 87 (1884) | 3852  |
| 36                                  | Tamara Vega             | Mexique            | 16 (784)                | 2 min 18 s 72 (1136) | DNF (460)              | DNS                   | 2380  |